# Nhacra (sektor)
Nhacra Sector är en sektor i Guinea-Bissau.   Den ligger i regionen Oio, i den centrala delen av landet, 15 km nordost om huvudstaden Bissau.